# Xylopia orientalis
Xylopia orientalis är en kirimojaväxtart som beskrevs av Spreng.. Xylopia orientalis ingår i släktet Xylopia och familjen kirimojaväxter. Inga underarter finns listade i Catalogue of Life.